# Groupe Latécoère
El Groupe Latécoère es una empresa especializada en la subcontratación de equipos aeronáuticos. Está presente en dos sectores de actividad, aeroestructuras y sistemas de interconexión. Cotiza en bolsa desde 1985, la compañía generará 379 millones de euros de ingresos en 2021 con cerca de 5000 personas en una decena de países.
Pierre-Georges Latécoère fundó el Grupo Latécoère en 1917. En la primera mitad del siglo XX, la empresa era conocida como la del fundador de la futura aerolínea Aéropostale, así como por sus grandes hidrocanoas transatlánticos. El grupo se está diversificando hacia la fabricación de misiles para la armada francesa y hacia la subcontratación de piezas aeronáuticas.
A fines de la década de 1980, la familia fundadora se fue retirando gradualmente y la empresa fue absorbida por sus empleados. El grupo sigue el crecimiento de Airbus, en particular, que desarrolla nuevos aviones en la década de 2000. Sin embargo, los contratos firmados con los fabricantes de aviones resultan demasiado desfavorables y, por lo tanto, el Grupo Latécoère procede a varias reestructuraciones financieras alrededor de la década de 2010.
Durante la pandemia Covid-19, la fuerte caída de los índices de producción de los principales fabricantes de aviones provocó importantes dificultades a la empresa.

## Historia
Inicios como fabricante de aeronaves
Adquisición de la empresa familiar

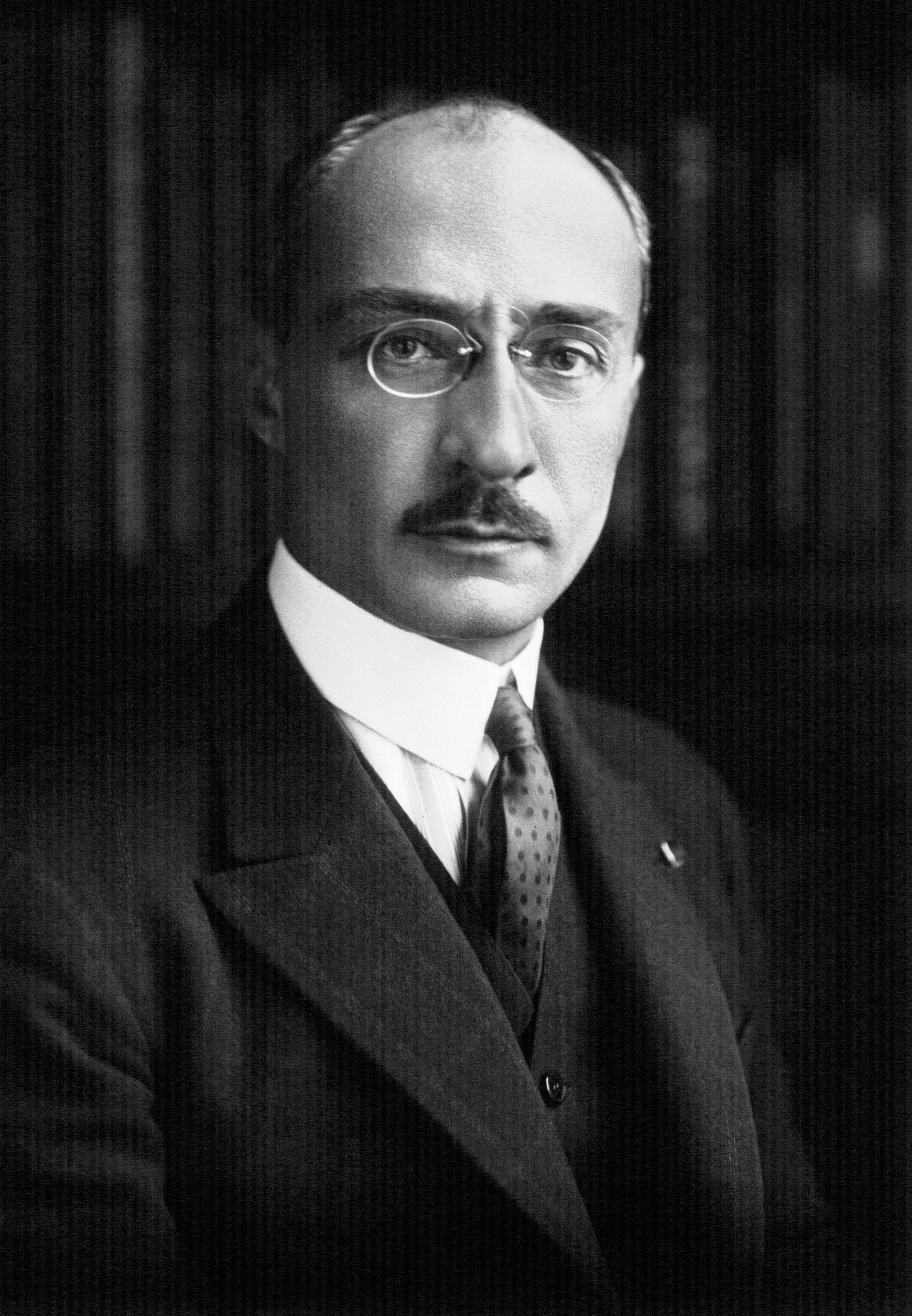
Pierre-Georges Latécoère en 1925

A la muerte de su padre en 1905 Pierre-Georges Latécoère se hizo cargo de la empresa familiar que operaba en varios sectores (ebanistería, electricidad, hostelería) y la dirige en 1911 hacia la construcción de material ferroviario. En agosto de 1917,  Latécoère adquirió nuevos terrenos en Montaudran, Toulouse, destinados a la construcción de un complejo industrial y la empresa obtuvo un contrato para la entrega de 11000 vagones para viajeros y mercancías con la Compagnie des chemins de fer du Midi, un compromiso al que debía hacer frente durante diez años a partir del final de la guerra.
Proveedor de aviones de combate durante la I Guerra Mundial.
Durante la I Guerra Mundial, la empresa fabricó cocinas de campaña, ambulancias, armones e incluso proyectiles de artillería y, en 1917, cambió su razón social a Société Industrielle d'Aviation Latécoère y se convirtió en fabricante de aviones militares como subcontratista. El 22 de septiembre de 1917, Pierre-Georges Latécoère obtuvo del Servicio de Fabricación de la Aviación, organismo dependiente del Ministerio de Armamento y Fabricación de Material de Guerra, un encargo en firme de mil biplanos de reconocimiento Salmson 2A2 con el compromiso de entregar el primer aparato en mayo de 1918. Aunque las condiciones del contrato eran muy precisas y restrictivas, el Estado adquirió cada aparato por 25000 francos, lo que al final representó un contrato de 25 millones. El primer avión despegó el 5 de mayo de 1918 y se construyeron 800 aviones antes de acabar la guerra. Finalizado el conflicto, quedaban un centenar de unidades en las cadenas de montaje.
Fabricante de aeronaves y creador de la futura Aéropostale antes de su venta.
En 1918, Pierre-Georges Latécoère quería crear conexiones de correo aéreo entre Toulouse, Marruecos, Senegal y América del Sur. El 11 de noviembre de 1918, el resto de aviones militares se reconvirtió en aviones civiles de transporte correo; con dicho activo, Pierre-Georges Latécoère fundó la Compagnie Espagne-Maroc-Algérie - CEMA con la ayuda su gran amigo y piloto Beppo de Massimi, que «tenía por finalidad organizar y garantizar los viajes aéreos de ida y vuelta entre el sur de Francia y Marruecos, por un lado, y Marruecos y el oeste de Argelia, por otro». En 1921, CEMA cambió su nombre a Compagnie Générale d'Entreprises Aéronautiques (CGEA), también conocida como Lignes Aeriennes Latécoère.
Cerca de 1.500.000 cartas y 920 pasajeros volaron en 1922 con la línea. La compañía fue líder mundial con una red de 3000 km, 75 aviones, 22 pilotos y 120 mecánicos. La actividad se denominó Société Industrielle d'Aviation Latécoère (SIDAL).
En 1925, la empresa transportó casi 50 veces más kg de paquetería que en 1920, pero se encontró con dificultades financieras.

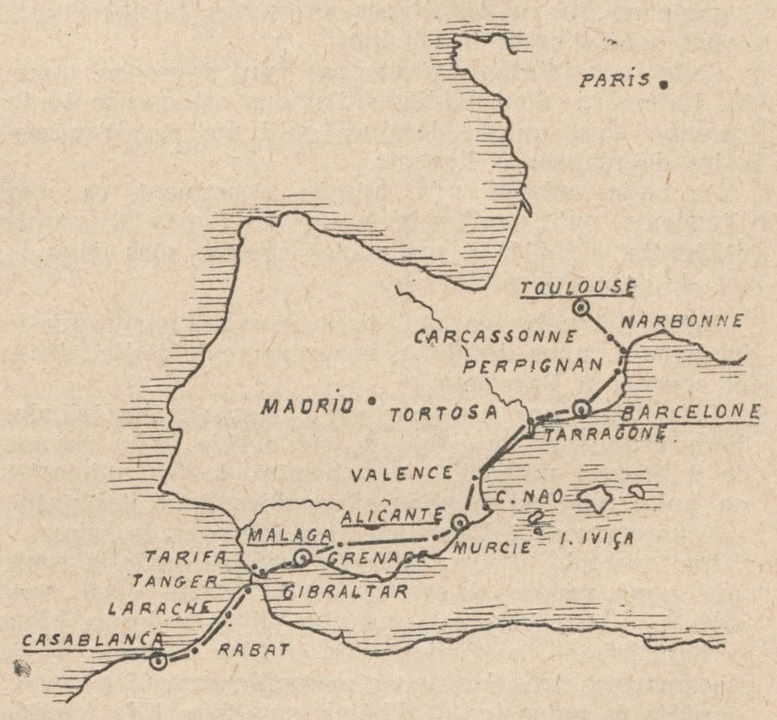
Mapa de rutas de la línea aérea Latécoère Toulouse-Casablanca

En 1926, Latécoère fabricaba sus propios aviones bajo la dirección del ingeniero Marcel Moine y producía también sus primeros hidroaviones.
En 1927, Pierre-Georges Latécoère, que prefería rechazar “cualquier financiación externa”, vendió parte de su empresa, la aérolinea CGEA por 30 millones de francos oro. El correo se enviaba con una regularidad que alcanza el 99%. Marcel Bouilloux-Lafont, el nuevo propietario, la renombró Compagnie Générale Aéropostale - CGA y desarrolló su red en América del Sur. Y fueron principalmente los activos de esta empresa sobre los que Air France nació en 1933, tras la crisis de 1929.

## Aeronaves
- Latécoère 1
- Latécoère 3
- Latécoère 4
- Latécoère 5
- Latécoère 6
- Latécoère 8
- Latécoère 13
- Latécoère 15
- Latécoère 16
- Latécoère 17
- Latécoère 18
- Latécoère 19
- Latécoère 20
- Latécoère 21
- Latécoère 22
- Latécoère 23
- Latécoère 24
- Latécoère 25
- Latécoère 26
- Latécoère 28
- Latécoère 32
- Latécoère 35
- Latécoère 44.0
- Latécoère 290 (290 a 296)
- Latécoère 298
- Latécoère 299
- Latécoère 300 (300-302)
- Latécoère 340
- Latécoère 350
- Latécoère 380 (380-386)
- Latécoère 440
- Latécoère 490
- Latécoère 521 (521-523)
- Latécoère 550
- Latécoère 570
- Latécoère 582
- Latécoère 611
- Latécoère 631

Misiles para la Marine Nationale
- Laté 258 ''Malaface''
- Malafon - Sistema de misiles antisubmarinos lanzado desde un buque (1966-1997)

## Productos actuales
Hoy en día, Groupe Latécoère fabrica:
- Airbus A330 A340 (sección del fuselaje)
- Airbus A340/500-600 (sección del fuselaje y parte baja del morro)
- Airbus A380 (puertas de pasajeros y mercancía y parte inferior del morro)
- Airbus A320 (puertas de pasajeros)
- Boeing 787 (puertas de pasajeros)
- Bombardier CRJ 700/900 (puerta de carga)
- Embraer ERJ 170/175/190/195 (puertas de pasajeros, puerta de emergencia y sección del fuselaje)
- Dassault Falcon 50 EX (sección del fuselaje)
- Dassault Falcon 7X (Puerta de equipaje y sección del fuselaje)
- Dassault Falcon 900 B/EX (sección del fuselaje)

## En la cultura popular
El nombre Latécoère es parte de la historia de la incipiente aviación y de los pioneros de la aviación en Francia. Aparece en el tema "Jardin d'Hiver" (jardín de invierno) del cantante Henry Salvador. Posiblemente es más conocida la alusión presente en "Lola Rastaquouère", una canción de Serge Gainsbourg.
Asimismo, Latécoère es mencionado en la primera frase de la obra autobiográfica de Antoine de Saint Exupéry, titulada Terre des hommes. En la frase dice que en 1926 se enroló como aprendiz de piloto en la Compañía Latécoère.

## Reciente
Inauguración oficial del complejo industrial de manufactura aeroespacial de Latécoère en México
Hermosillo, Sonora, México, (27 de Marzo, 2014) – El Gobernador del Estado de Sonora, Guillermo Padrés Elías, Frédéric Michelland y Eric Gillard, Presidente  y CEO de Latécoère, presidieron de manera conjunta la ceremonia de inauguración del nuevo complejo industrial de manufactura de la empresa de origen francés en Hermosillo, Sonora.
En la nueva fábrica de Latécoère en Sonora de casi 9300 m², y que actualmente ya emplea a más de 250 experimentados operadores, técnicos e ingenieros sonorenses, se producen sistemas de cableado para Airbus y se ensamblan las puertas para pasajeros del Boeing 787 Dreamliner. Esta planta representa una plataforma estratégica para la compañía en su objetivo de atraer y capturar una mayor cantidad de negocio en el mercado norteamericano.
“La inversión de Latécoère en Sonora contribuye significativamente al liderazgo del Estado en el sector aeroespacial” puntualizó el gobernador Guillermo Padrés. Añadió también: “El estatus de Tier-1 de Latécoère, quien provee directamente a las principales armadoras de aviones del mundo, incrementa nuestra visibilidad ante estas compañías e impulsa el desarrollo de nuestra cadena de proveeduría local.”
Entre otras acciones, el Gobierno del Estado estableció un programa de capacitación especializada para ensamble de aeroestructuras, que actualmente ha preparado a numerosos técnicos, de los cuales algunos han completado su capacitación en Toulouse, Francia, en la planta matriz de ensamble de la compañía. 
Para el desarrollo del proyecto, desde establecimiento legal, supervisión de construcción, reclutamiento y actividades administrativas, Latecoere ha trabajado de cerca con Grupo Prodensa, empresa de consultoría y servicios profesionales que apoya a empresas manufactureras en sus proyectos de crecimiento y expansión en México.